# Tori Kelly
Victoria Loren Kelly, detta Tori (Wildomar, 14 dicembre 1992), è una cantautrice e attrice statunitense.
Nella sua carriera ha vinto due Grammy Award per Best Gospel Album e Best Gospel Performance/Song per il suo secondo album Hiding Place.
Ha partecipato ai casting per American Idol e grazie al proprio canale YouTube è riuscita ad ottenere notorietà, suscitando interesse da parte della Capitol Records. Sinora ha pubblicato due EP e tre album, oltre a diverse collaborazioni.

## Biografia
Tori Kelly è nata il 14 dicembre 1992 a Wildomar, in California. Suo padre è irlandese, di origine portoricana e giamaicana, sua madre ha origine irlandese, inglese e tedesca. Crescendo, è stata esposta ad una varietà di musica dai suoi genitori.

### 2004 - 2010: Gli inizi: canale YouTube eAmerican Idol
Tori Kelly è apparsa nello show Star Search. Non ha vinto il concorso, ma più tardi, nel 2004, ha fatto la sua comparsa nello show America's Most Talented Kids, cantando la canzone Keep on Singin' My Song di Christina Aguilera, vincendo e battendo il cantautore Hunter Hayes. Ha fatto una seconda apparizione nello show Tournament of Champions, ma perse appannaggio di Antonio Pontarelli.
Tori Kelly ha iniziato la pubblicazione di video su YouTube nel 2007, a 14 anni. Il primo video caricato era una cover di Go Tell It On the Mountain di John Wesley, che ha originariamente cantato nel dicembre 2004. Ha firmato un contratto con la Geffen Records all'età di 12 anni, ma a causa di idee contrastanti, ha deciso di andarsene.
Si è fatta conoscere per la cover, registrata con la collega Angie Girl, del brano di Frank Ocean Thinkin Bout You, che ha oltre 20 milioni di visualizzazioni su YouTube.
Tori Kelly fece il provino per la nona stagione di American Idol a Denver (Colorado), ma ha passato solo le prime selezioni.

### 2011-2013: Contratto discografico:Handmade e Foreword
Nel maggio 2012 ha pubblicato il suo primo EP Handmade Songs by Tori Kelly che vende 14 000 copie negli Stati Uniti. Intraprende inoltre un mini tour intitolato "Fill a Heart" tour.
Intorno alla metà del 2013 ha firmato un contratto discografico con la Capitol Records, etichetta a cui è stata introdotta da Scooter Braun, manager di artisti di fama internazionale come Ariana Grande e Justin Bieber.
Nel settembre 2013 ha annunciato il debutto per la celebre label, rappresentato dall'EP Foreword, diffuso il mese successivo. L'album entra lella top 20 statunitense e vende circa 16 000 copie. Ha fatto da "open act" per Ed Sheeran nel suo concerto tenuto al Madison Square Garden il 1º novembre 2013 e segue Sam Smith durante il In the Lonely Hour Tour. Ha collaborato con Professor Green nel singolo Lullaby (2014), dall'album Growing Up in Public, diventando il primo brano della cantante ad entrare nella top 10 del Regno Unito.

### 2014-2019:Unbreakable Smile, Hiding PlaceeInspired by True Events

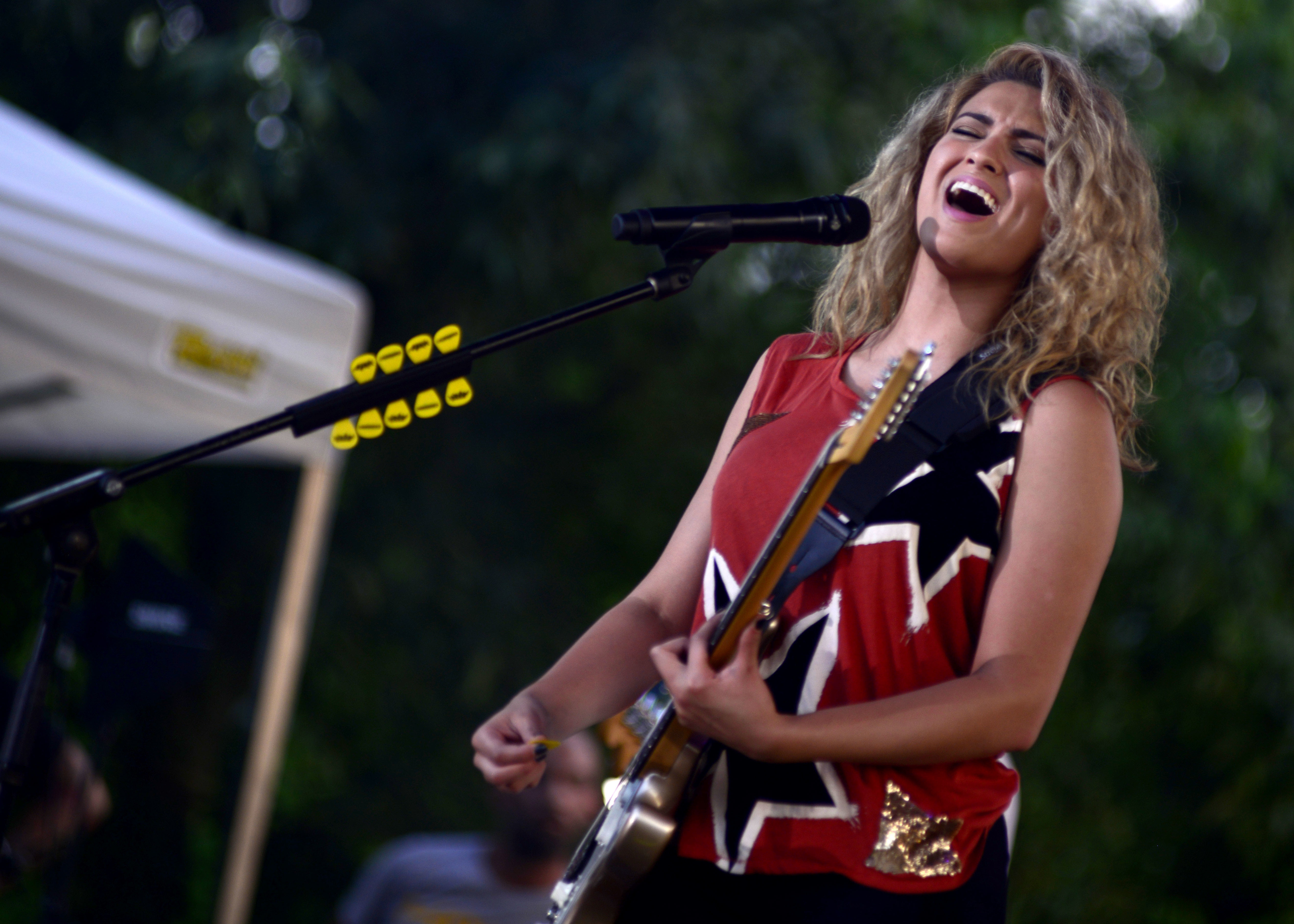
Tori Kelly in una performance nel 2016

Nel 2014 ha lavorato sul suo primo album con Toby Gad, Max Martin ed Ed Sheeran. Il singolo Nobody Love è pubblicato nel febbraio 2015 e si esibisce con il pezzo ai Billboard Music Award. Il disco Unbreakable Smile viene invece diffuso il 23 giugno 2015 e raggiunge la seconda posizione della Billboard 200, alla terza posizione in Canada, mentre entra nella top 10 di Nuova Zelanda e Australia, dove viene certificato platino dalla ARIA. Sempre nel 2015 le e viene conferito il Breakthrough Artist ai Billboard Women in Music Awards. Tori Kelly ha successivamente estratto Should've Been Us come secondo singolo, per poi pubblicare un singolo inedito intitolato Hollow, successivamente inserito in una riedizione dell'album. L'artista ha anche pubblicato un remix di Hollow con la partecipazione del rapper Big Sean.
Nel 2016 prende parte al cast di Sing, film d'animazione in cui interpreta il personaggio di Meena. In Italia il film esce il 4 gennaio 2017. Durante il tour con i Before You Exit, pubblica il brano Blink of an Eye in onore di Christina Grimmie, da poco tempo uccisa in Florida. Ottiene inoltre la nomination come Best New Artist ai Grammy Awards del 2016.
Dopo la collaborazione nel 2017 sia con Chris Lane in "Take Back Home Girl" che con il rapper Lecrae per il brano I'll Find You, nel marzo 2018, pubblica il singolo Help Us to Love, che anticipa il suo secondo disco in studio Hiding Place, pubblicato nel settembre 2018. L'album debutta alla prima posizione delle classifiche gospel di Stati Uniti e Regno Unito. Il secondo singolo Never Alone viene pubblicato nel mese di agosto. L'album le fa vincere due Grammy Award per Best Gospel Album e Best Gospel Performance/Song nel 2019.
Dal 28 Febbraio 2019 intraprende il The Acoustic Sessions Tour con la pubblicazione del singolo Change Your Mind. Successivamente pubblica il brano Sorry Would Go a Long Way e il 9 agosto successivo viene pubblicato l'album Inspired by True Events. Sempre nel 2019 è stata annunciata la partecipazione di Tori Kelly al film d'animazione Sing 2, in cui tornerà ad interpretare il ruolo di Meena. L'uscita del film è prevista per il 2021.

### 2020-presente:, Solitude, A Tori Kelly ChristmaseTori
Il 14 agosto 2020 Tori Kelly pubblica l'EP Solitude, il quale include 5 tracce completamente inedite. L'8 ottobre 2020 annuncia la pubblicazione di un album natalizio intitolato A Tori Kelly Christmas, pubblicato il successivo 30 ottobre. L'album è prodotto esecutivamente da Babyface e verrà pubblicato il 30 ottobre 2020. Il 18 ottobre 2020 pubblica una cover del classico (You Make Me Feel Like) A Natural Woman di Aretha Franklin, in collaborazione con JoJo.
Il 7 ottobre 2020 viene annunciata la pubblicazione del primo progetto di musica natalizia della cantante, A Tori Kelly Christmas. L'album, prodotto da Babyface, presenta dieci brani di cui due scritte dalla stessa Kelly. L'album è stato successivamente nominato ai Grammy Awards 2022 nella categoria miglior album pop vocale tradizionale. Alla fine del 2020, Kelly ha partecipato alla stagione 4 di The Masked Singer, arrivando alla semifinale.
Nel 2021, Kelly ha registrato una cover di Waving Through a Window per l'album della colonna sonora dell'adattamento cinematografico Caro Evan Hansen.
Sempre nello stesso anno ha cantato “North Star” per lo spin-off Zoey’s Extraordinary Christmas dalla serie Lo straordinario mondo di Zoey. Nel marzo 2023 l'artista pubblica il singolo Missin U, brano ispirato alle sonorità pop e R&B degli anni '90 e 2000. Il 25 aprile 2024 pubblica il quinto album in studio Tori.

## Vita privata
Nel 2018 sposa il giocatore di basket tedesco Andre Murillo.

## Discografia
- 2015 – Unbreakable Smile
- 2018 – Hiding Place
- 2019 - Inspired by True Events
- 2020 - A Tori Kelly Christmas
- 2024 - Tori

## Filmografia
- Sing, regia di Garth Jennings (2016) – voce di meena
- Sing 2, regia di Garth Jennings (2021) – voce di meena